# Фронт освобождения Квебека
Фронт освобождения Квебека (фр. Front de libération du Québec, FLQ) — канадская леворадикальная подпольная организация, созданная в 1963 г. Выступала за национальное освобождение франкоканадского меньшинства и создание независимого Квебека. Наибольшая активность организации пришлась на 1970 г., когда её члены похитили многих известных чиновников и убили вице-премьера и министра труда Квебека Пьера Лапорта, что получило название «Октябрьский кризис». С введением премьер-министром Трюдо военного положения в провинции и привлечением к облавам армии, руководство и большинство членов фронта было арестовано.

## История
Имела по крайней мере две террористические ячейки (вскрытые и разгромленные «Libération», занимавшуюся вооружёнными операциями, и «Chénier», занимавшуюся в основном финансированием). С 1963 по 1970 годы ФОК провел по крайней мере 200 вооружённых акций: взрывы (в том числе взрыв Монреальской биржи), экспроприации банков, захват заложников и убийства. Трое человек были убиты в результате взрыва бомб и двое застрелены. В 1966 году организация подготовила план под названием «Революционная стратегия и роль авангарда» (фр. Stratégie révolutionnaire et le rôle de l'Avant-garde), где описывалась долговременная стратегия последовательных вооружённых акций, имевших в конечном счёте целью революцию.

## Фильмы
"Корбо" (2014) — Биография канадского революционера Жана Корбо, который, будучи школьником, примкнул к леворадикальному крылу ФОК (Фронт Освобождения Квебека) и участвовал в проведении уличных акций. В фильме излагаются идеи Франца Фанона, лежащие в основе политической программы организации.